# Зыбачинский, Орест Рудольфович
Орест Рудольфович Зыбачинский (псевдоним «Орлан», 15 мая 1912, Черновцы — 13 сентября 1993, Сидней) — деятель ОУН на территории Буковины (входившей в состав Румынии) и в годы 2-й мировой войны.

## Биография

### Молодость
Родился в Черновцах. После окончания 4-й украинской гимназии идет в армию. Вместе с товарищами по гимназии решает продолжить образование в Черновицком университете по специальности юриста. Участвовал в патриотических молодёжных обществах «Черноморе», «Запороже», «Залізняк», в спортивном клубе «Мазепа».
Был участником Пласта. В своих воспоминаниях о студенческих годах Орест Зыбачинский пишет, что он и его друзья-пластуны построили «достаточно крепкую лодку» и решили отправиться в плавание по реке Прут до города Галац на Дунае. «Цель была: в окрестностях города Галац найти на старом кладбище могилы сечевиков и могилу гетмана Ивана Мазепы». Плавание Прутом удалось, но могилу гетмана Мазепы не нашли.

### Борьба против румынской оккупации
Свою публицистическую деятельность Орест Зыбачинский начал в 1930-е годы. Он выступил одним из инициаторов издания в Черновцах журнала «Самостійна думка», выходившего в 1931—1936 гг. Сотрудничал с журналом «Самостійність» (1934—1937).
В это же время становится политическим активистом, а в начале 1934 года становится краевым проводником ОУН в Румынии (Буковина, Бессарабия и Мармарош). Уезжает в Прагу, где изучает право внешней торговли, знакомится с деятелями УНР в эмиграции. В Праге подружился с историком и поэтом, активным участником украинского национального движения Олегом Кандыбой, сыном Александра Олеся. В 1937 г. возвращается в Черновцы.

### Деятельность во время 2-й мировой войны
После того, как Красная Армия в 1940 г. заняла Северную Буковину, Орест Зыбачинский перебирается в Южную Буковину, оставшуюся в составе Румынии, живёт некоторое время в Рэдэуци (ныне в Сучавском уезде), осенью переезжает в Бухарест для продолжения обучения, начатого в Праге, много работает в университетской библиотеке, углубляет свои знания и расширяет кругозор, читая труды по древней и новейшей истории.
В 1941 г. вместе с руководящими деятелями ОУН (фракция Мельника) занимается организацией походных групп («Буковинский курень» и др.), отправлявшихся в Восточную Украину, где они приняли участие в формировании местной администрации, прессы и полиции на оккупированной немцами территории. В составе одной из походных групп сам отправляется на юг Украины. Сначала действовал в Николаеве. Затем с небольшим боевой группой через Полтаву и Харьков добрался на Донбасс. Оттуда в марте 1942 года отправился в Днепропетровск, а затем в Киев. После того, как ОУН (м) на занятых территориях перешла на нелегальное положение, в 1943—1944 годах руководил подпольной борьбой на Волыни (Луцк и Ровно), в различных местностях Полесья.
После того, как перевес сил Советской Армии над подпольными группами ОУН стал очевиден, Орест Зыбачинский перебирается в Зальцбург в Австрии, где находилась его жена и сын, который родился в 1942 году в Киеве, а оттуда переезжает с семьей в Мюнхен.
После окончания войны Орест Зыбачинский учится в Экономической высшей школе. В июне 1948 г. становится одним из основателей эмигрантского правительства Украинской Народной Республики, входит в состав Украинского Национального Совета (Комиссии иностранных дел).

### В эмиграции
В 1950 г. Орест Зыбачинский эмигрировал с семьей в Австралию и поселился в Сиднее. Первые годы работал обычным рабочим. Затем его деятельность была связана с Исследовательским фондом им. Ольжича. В 1978—1979 годах выезжал в Канаду, редактировал журнал «Новый путь» в Торонто. В эмиграции опубликовал ряд книг философского содержания.
Умер в Сиднее.

## Основные труды
- «Свободарність» (Сидней, 1955)
- "Інтеґральна революція " (Мюнхен, 1960)
- «Ренесанс-Реформація-Революція» (Чикаго, 1968)
- «Свободарний маніфест» (1978, Виннипег)
- «Меч духа» (Виннипег, 1980)
- «Містерія свободи» (Канберра, 1985)
- «Воля до свободи» (Сидней-Париж, 1988)

## литература
- Буковина, її минуле і сучасне / Під редакцією Д. Квітковського, Т. Бриндзана, А. Жуковського. — Париж — Філадельфія — Дітройт : Зелена Буковина, 1956. — 955 с.
- Гусар Ю. «Ідеолог визвольних змагань українського народу»: [15 травня 100 років від дня народження публіциста, філософа Ореста Рудольфовича Зибачинського] / Юхим Гусар // Буковинське віче. — 2012. — 11 травня (№ 19). — С. 3.
- Зибачинський-Орлан Орест. Воля до свободи: Думки про світ, людину й абсолют. — Сідней-Париж : Українське слово, 1988. — 140 с.
- Зибачинський-Орлан О. Меч Духа: Коментар. — Вінніпег : Тризуб, 1980. — 111 с.
- Зибачинський Орест. Ренесанс-Реформація-Революція / З передмовою д-ра Дениса Квітковського. — Сідней — Чикаго : Самостійна Україна, 1969. — 88 с.
- Романюк М. Зибачинський Орест // Українська журналістика в іменах. — 1997. — Вип. IV. — С. 100—101.
- Антонюк Я. Життєпис Ореста Зибачинського (1912–1993). Актуальні питання суспільних наук та історії медицини. Спільний українсько-румунський науковий журнал. Чернівці – Сучава: БДМУ, 2018. № 4(20). С. 60–67.